# No Name (Popband)
No Name war eine montenegrinische Pop-Gruppe. Sie wurde 2003 gegründet und war bis 2008 aktiv.

## Eurovision Song Contest
2005 gewann No Name die serbisch-montenegrinische Vorentscheidung zum Eurovision Song Contest Europjesma mit dem Song Zauvijek Moja. Der Sieg der Gruppe war von Unstimmigkeiten gesäumt, da die montenegrinischen Jurymitglieder nur für die montenegrinischen Kandidaten gestimmt hatten. Die serbischen Jurymitglieder hatten dagegen ausgewogen votiert. Beim Eurovision Song Contest 2005 in Kiew (Ukraine) erreichte Zauvijek Moja einen siebten Platz.
2006 nahmen sie erneut an der Europjesma, diesmal mit dem Song Moja Ljubavi. Sie gewannen zwar wieder, doch auch diesmal kam es zum Skandal. Ein zweiter Vorentscheid brachte auch kein Ergebnis, sodass sich RTS und RTCG darauf einigten, nicht am Eurovision Song Contest 2006 in Athen (Griechenland) teilzunehmen.